# DDR-Meisterschaften im Feldfaustball 1954
Die DDR-Meisterschaften im Feldfaustball 1954 waren die fünfte Austragung der DDR-Meisterschaften der Männer und Frauen im Feldfaustball der DDR im Jahre 1954.
Die Spiele um die Meisterschaft wurden am Wochenende 14./15. August 1954 in Leipzig-Connewitz ausgetragen.

## Frauen
Endstand
| Platz | Mannschaft                 | Punkte |
| ----- | -------------------------- | ------ |
| 1.    | BSG Rotation Dresden Mitte | 36:0   |
| 2.    | Stahl Megu Leipzig         | 27:9   |
| 3.    | Einheit Weimar             | 24:12  |

## Männer
Endstand
| Platz | Mannschaft            | Punkte |
| ----- | --------------------- | ------ |
| 1.    | BSG Einheit Süd Halle | 41:3   |
| 2.    | Fortschritt Zittau    | 39:5   |
| 3.    | Stahl Megu Leipzig    | 37:7   |